# Colloquy (Musgrave)
Pour l’article homonyme, voir Colloquy.
Colloquy est une œuvre de musique de chambre pour violon et piano de la compositrice britannique Thea Musgrave écrite en 1960.

## Contexte et création
Thea Musgrave compose Colloquy en 1960 à la demande de Manoug Parikian et Lamar Crowson pour un récital au Festival de Cheltenham.

## Structure
L'œuvre se compose de quatre mouvements :

## Analyse

### Premier mouvement
Ce mouvement est rapide, avec une grande force rythmique et de forts contrastes entre les sections.

### Deuxième mouvement
Le deuxième mouvement est un scherzo de forme rondo aux épisodes lyriques.

### Troisième mouvement
Si le matériau musical paraît très fragmenté, il se construit petit à petit par effet d'accumulation jusqu'au climax de la fin.

### Quatrième mouvement
Le dernier mouvement est bref et lent.